# Estudo Transcendental n.º 2

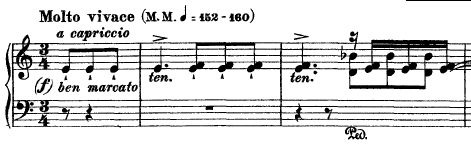
Os primeiros compassos do Estudo Transcendental n.º 2

O Estudo Transcendental n.º 2 "Fusées" ou "Molto Vivace" em Lá Menor é o segundo dos Estudos Transcendentais de Franz Liszt. É um Estudo que trabalha as alternâncias das mãos, os saltos, as progressões, entre outras partes da técnica pianística.

## O nome
O nome "Fusées" (fogos de artifício) não foi dado por Liszt, mas sim por Feruccio Busoni, que alegou que as progressões rápidas na mão direita passam a impressão de fogos de artifício estourando.

## Forma
A peça começa com algumas notas alternando em fortíssimo. Logo após isso, as notas se alternam mais violentamente, sucedido de um salto na mão direita que faz um arpejo, acompanhada de longos acordes arpejados. Então, a mão direita constantemente pula para cima no teclado e volta ao centro dele, iniciando uma sessão de alternâncias das mesmas notas entre as mãos. A peça então explode com acordes que sobem e depois descem no teclado. O clímax da obra consiste em alternâncias das duas mãos nas mesmas notas que sobem cinco oitavas no teclado, e voltam logo após isso, e sobem, e voltam. A mão direita então volta a fazer arpejos progressivos subindo o teclado, subindo mais ainda. Após alguns acordes altos, a peça termina.